# The Sly Trilogy
The Sly Trilogy (The Sly Collection в Северной Америке и Sly Cooper Collection в Азии) сборник портированных с PlayStation 2 игр, включающий Sly Raccoon, Sly 2: Band of Thieves и Sly 3: Honor Among Thieves, для PlayStation 3 на одном Blu-ray диске и в высоком разрешении. Игры были разработаны Sucker Punch Productions, в то время ка портированием занималась Sanzaru Games, издателем стал Sony Computer Entertainment. 29 ноября 2011 года в Северной Америке, а 7 марта 2012 года в Европе игры из сборника стали доступны для загрузки из PlayStation Store. Наряду с основными играми сборник включил набор мини-игр со своими трофеями. Весной 2014 года сборник был портирован на PlayStation Vita.

## Изменения по сравнению с оригинальными играми
Основной игровой процесс и история не претерпели изменений. Изменениям подверглась графическая часть всех трёх игр, появилась поддержка разрешения 720p. В режиме 3D игры работают на частоте 30 кадров в секунду, в то время как в обычном, 2D режиме — 60 кадров в секунду. В играх появилась поддержка трофеев, каждая из них включает платиновый трофей. В мини-играх доступно управление с помощью PlayStation Move. После прохождения всех игр становится доступен тизер Sly 4.

## Разработка
Разработкой тогда ещё не анонсированного эксклюзива для PlayStation 3 и PlayStation Vita (Sly Cooper: Thieves in Time) занималась компания Sanzaru Games, в то время как разработчик оригинальных игр серии — Sucker Punch Productions, продолжал работу над серией inFamous. Sony были впечатлены прототипом будущей игры и доверили её создателям права на переиздание предыдущих игр серии для PlayStation 3. В июне 2010 года The Sly Trilogy была официально анонсирована, выход сборника был заявлен в 3-4 квартале 2010 года. Выход состоялся 9 ноября 2010 года в Северной Америке и 3 декабря того же года в Европе. 29 ноября 2011 года в Северной Америке, а 7 марта 2012 года в Европе игры из сборника стали доступны для загрузки из PlayStation Store.

## Оценки прессы
| Сводный рейтинг    | Сводный рейтинг            |
| Агрегатор          | Оценка                     |
| ------------------ | -------------------------- |
| GameRankings       | PS3: 87,43 % Vita: 80,69 % |
| Metacritic         | 85/100                     |
| Иноязычные издания |                            |
| Издание            | Оценка                     |
| Eurogamer          | 9/10                       |
| GamesRadar+        | [ 7 ]                      |
| GameTrailers       | 8,4/10                     |
| IGN                | 8,5/10                     |
| GameFocus          | 9,5/10                     |

The Sly Trilogy был в целом положительно воспринят критиками; Бретт Элстон из GamesRadar поставил сборнику 9/10, отметив, что «this is both a great deal and a much-deserved reintroduction to a fantastic set of seemingly forgotten games». Редактор IGN оценил сборник в 8,5/10 баллов и «Editors Choice Award». Eurogamer оценил сборник на 9/10. PlayStation: The Official Magazine также оценил сборник на 9/10 баллов, отметив, что это тот редкий случай когда сталкиваются низкая цена и высокое качество. В ноябре 2010 года IGN назвал The Sly Trilogy игрой месяца для PlayStation 3.